# Лікеро-горілчана промисловість України
Лікеро-горілчана промисловість — галузь харчової промисловості України, підприємства якої випускають різні види горілки та інших міцних спиртних напоїв. Для виробництва горілки застосовують ректифікований спирт, одержаний переважно із зерна (пшениці, жита, ячменю, кукурудзи), меляси (патоки), дефект. цукру, картоплі, відходів сокових заводів. Лікеро-горілчані вироби виготовляють із спирт. соків, морсів, настоїв та аромат. спиртів, утвор. переробленням плодоягід. й ароматич. рослин. сировини з додаванням цукр. сиропу, виноград. вин, коньяку, лимон. кислоти та ін. продуктів, а також етил. спирту-ректифікату та спеціально підготовленої води. Якість спирту визначають газохроматогр. методом за фіз.-хім. показниками, а для очищення води застосовують карбоновий та багатошар. фільтри, натрій-катіонову установку, що забезпечує збереження її природ. властивостей.
Найвідповідальнішим етапом при виробництві лікеро-горілч. продукції є купажне відділ., в якому змішуються вода і спирт, потім ця водно-спирт. суміш (сортівка) нагрівається і утворюються горілка й особливі її види з додаванням різноманіт. інгредієнтів та настоянки. Фільтрація сортівок і горілок здійснюється на пісоч. фільтрах, а потім під дією актив. вугілля поліпшуються органолепт. властивості горілки. Залежно від вмісту спирту й цукру лікеро-горілч. вироби поділяють на такі групи: лікери, креми, наливки, пунші, настойки солодкі й напівсолодкі, напої десертні, настойки гіркі, бальзами тощо.

## Історія
Виробництво спиртових напоїв способом бродіння цукристих та крохмалевих речовин було відоме з давніх часів, в Європі вперше в Італії (11 ст.). Винний спирт вживався спочатку як «життєва вода», а від 14 ст. – як п’янкий напій. В Україні ґуральництво відоме від 15 ст., але виробництво горілки більше поширилося у 1-й пол. 16 ст. Горілка стала, поряд з медом і пивом, гол. алкогол. напоєм. Сировиною було переважно жито.
Ґуральництво перебувало в руках поміщиків, і майже кожний дідич мав власну ґуральню, яка продавала продукцію на місці в корчмах, що їх вони зазвичай віддавали в оренду євреям. За доби козаччини власниками ґуралень була козац. старшина, міщани, монастирі тощо. У 17 ст. вони були малими підприємствами на 4–6 казанів, на яких працювало зазвичай декілька місц. селян і лише кілька місяців на рік. У 2-й пол. 18 ст. техніка ґуралень покращала, прості казани, що давали в середньому 1 відро горілки, почали заміняти удосконаленими англ. кубами з продуктивністю 4–25 відер на добу.
Виникали й більші ґуральні, напр., князя Безбородька в Золотоніс. пов. (нині у межах Черкас. обл.) випускала наприкінці 18 ст. 900 гектол на рік, з’являлися перші спеціалізов. заводи. За ревізією 1782, на Лівобережжі з 2863 заводів винниці становили 2666 (93 %). 1801 їх працювало на Наддніпрянщині 7839 з річ. продукцією 62 млн л горілки.
У 1820-х pp. з’явилися в Україні перші парові ґуральні, одночасно старі, т. зв. вогневі закривалися або реконструювалися і виникали більш модернізов. великі заводи, тому кількість ґуралень зменшувалася, хоч обсяги виробництва спирту (40°) зростали: 1840 діяло 3595 заводів, що випускали 2,0 млн гектол горілки, 1913 відповідно – 586 та 4,0. На зменшення кількості заводів вплинуло також скасування кріпацтва, а тим самим безкошт. робітника. Проте власники ґуралень і далі мали ту вигоду, що, переробляючи на місці зерно або картоплю на спирт, не мали труднощів в їх збуті; і далі в Україні переважали невеликі ґуральні, що належали поміщикам.
З розвитком техніки перегонки почалося поступове відокремлення горілчаної від спиртової промисловості і виділення її в самостійну галузь. Найбільше ґуралень було на Поліссі і Лівобережжі, де була сировина (картопля, жито і відходи цукроварства – меляса), найбільші заводи розміщувалися у Катеринослав., Київ. і Харків. губ. В Україні, як і в усій Рос. імперії (також на укр. землях в Австро-Угорщині), продаж горілки був держ. монополією. Її здійснювали до 1863 за допомогою системи викупів (оренди) продажу приват. покупцям за високу ціну, згодом регуляр. акцизом. 1895 введено держ. монополію продажу горілки, яку однак далі виготовляли приватні виробники (1913 акциз становив 78% ціни горілки).
1896–97 у Житомирі, Золотоноші, Києві, Харкові, Сумах та ін. укр. містах створ. казенні винні склади, які згодом переросли у великі підприємства ліцеро-горілчаної промисловості (див. Житомирський лікеро-горілчаний завод, Золотоніський лікеро-горілчаний завод «Златогор», Київський лікеро-горілчаний завод «Столичний стандарт», Сумський лікеро-горілчаний завод «Горобина», Харківський лікеро-горілчаний завод), 1904–05 збудов. Артемівський лікеро-горілчаний завод, 1931 – Львівський лікеро-горілчаний завод тощо.
У 1980 році на території Української РСР діяли 25 спеціалізованих підприємств лікеро-горілчаної промисловості (найбільшими з яких були Львівський, Артемівський, Донецький, Ворошиловградський, Харківський та Дніпропетровський лікеро-горілчані заводи) та два цехи з виробництва лікеро-горілчаних виробів при спиртових комбінат виробляли різні види горілки, лікери, наливки, десертні напої, а також солодкі, напівсолодкі та гіркі настоянки зі спиртових соків, морсів, ароматичних спиртів та настоянок, що отримуються в результаті переробки плодово-ягідної та ароматичної рослинної сировини з додаванням цукрового сиропу, виноградних вин, коньяку, лимонної кислоти, етилового спирту (одержуваного переважно із зерна), спеціально підготовленої питної води та інших продуктів.
У 1980-і рр. у лікеро-горілчаній промисловості проведено значні роботи з тех. переоснащення підприємств, упроваджено високопродуктивні автомат. лінії миття пляшок, розливання й оформлення продукції, вдосконалено технологію лікеро-горілч. виробництва.
Лікеро-горілчана промисловість діяла у виробничій кооперації з підприємствами спиртової, цукрової та інших галузей харчової промисловості. Після початку у травні 1985 року антиалкогольної кампанії в СРСР обсяги виробництва та реалізації продукції були зменшені, частина виробничих потужностей була перепрофільована на виробництво безалкогольних напоїв.
Після проголошення незалежності України підприємства перейшли у відання державного комітету харчової промисловості України, обмеження на виробництво алкоголю було скасовано. Крім того, 25 листопада 1993 року Кабінет Міністрів України дозволив виробництво міцних спиртних напоїв на Кіровському винзаводі. В результаті, 1993 року в країні було вироблено 40,4 млн. дал горілки та міцних спиртних напоїв (найвище значення з моменту проголошення незалежності). Надалі, за умов економічної кризи 1990-х років обсяги їх виробництва стали знижуватися.
У березні 1995 року Верховна Рада України внесла 16 лікеро-горілчаних заводів до переліку підприємств, приватизація яких заборонена у зв'язку з їх загальнодержавним значенням. Також, у 1995 році для галузі було прийнято нові державні стандарти.
Після створення у червні 1996 року державного концерну спиртової та лікеро-горілчаної промисловості «Укрспирт», до його складу були передані 17 підприємств лікеро-горілчаної промисловості. У 1998 році було вироблено 20,8 млн дал горілки та міцних спиртних напоїв (найменше значення у 1990-ті роки), проте надалі обсяги їх виробництва почали збільшуватися. Так, з початку січня до кінця листопада 2003 року в країні було випущено 23,253 дал лікеро-горілчаних виробів.
У 1990-і рр. у зв’язку з переходом на ринк. економіку та внаслідок підвищення ставок акциз. збору на лікеро-горілч. вироби в Україні відбулося стрімке падіння випуску алкогол. продукції. Якщо в червні 1998 підприємствами Держ. концерну спирт. і лікеро-горілч. промисловості «Укрспирт», до складу якого увійшли більшість виробників, вироблено 1426 тис. дал алкогол. напоїв, то вже в листопаді – 349 тис. дал.
Відновлення лікеро-горілчаної промисловості розпочалося у 2000-х рр. Кількість виробників хоч і скоротилася, однак ті, що залишилися, інвестували значні кошти в устаткування й технології, розширили асортимент продукції, прорекламували свої вже широковідомі в Україні й добре знані марки за кордоном, збільшили обсяги виробництва, удосконалили мережі збуту як за кордоном, так і в Україні. Їхньому успіху сприяли наявність хорошої сировин. бази, великий досвід виробництва, високий рівень споживання міцних спирт. напоїв в Україні й сусід. країнах СНД, відносно низькі ціни на продукцію при високій якості. Оцінки об’єму споживання горілки й лікеро-горілч. продукції в Україні дуже коливаються через значне тіньове виробництво даних товарів і контрабанди. Відчут. позитив. зрушень галузь набула у серед. 2000-х рр. Так, 2005 в Україні вироблено 35,0, 2006 – 35,5, 2007 – 37,2 млн дал горілки та ін. міцних спирт. напоїв. Вироб-во алкогол. напоїв в Україні зросло дуже стрімко, що свідчить про високий попит на продукцію на внутр. ринку й активну експортну політику підприємств на зовн. ринку
У січні 2001 року було порушено справу про банкрутство Харківського лікеро-горілчаного заводу.
У січні 2004 року було порушено справу про банкрутство Азовського лікеро-горілчаного заводу.
21 листопада 2006 року було порушено справу про банкрутство Новоселицького лікеро-горілчаного заводу, у липні 2007 року його було визнано банкрутом та розпочато процедуру його ліквідації. У січні 2007 року було порушено справу про банкрутство Вінницького лікеро-горілчаного заводу.
Економічна криза, що почалася в 2008 році, ускладнила становище в галузі, до початку грудня 2009 року 32 підприємства лікеро-горілчаної промисловості або повністю зупинили роботу, або працювали не більше ніж на 20 % потужності. Загалом виробництво лікеро-горілчаних напоїв у 2009 році знизилося на 44% порівняно з 2008 роком (до 13 млн дал), але на початку 2010 року ситуація стабілізувалася.
У травні 2010 року було порушено справу про банкрутство Чернігівського лікеро-горілчаного заводу.
У грудні 2010 року було порушено справу про банкрутство Уманського лікеро-горілчаного заводу.
Виробники лікеро-горілч. продукції активно експортували продукцію за кордон. Так, заг. експорт укр. лікеро-горілч. продукції 2006 склав понад 10 млн дал, що майже удвічі більше, ніж 2005 – 5,2 млн дал. Країни експорту: РФ, Молдова, Казахстан, Ізраїль, Німеччина, США, Латвія, Естонія. У грош. вимірі 2006 з України експортовано алкоголю на суму понад 243 млн дол. США. Нині ринок лікеро-горілч. продукції України визнаний одним із найдинаміч. у світі. Характер. особливістю остан. років було скорочення кількості виробників горілки: від 62-х у 2008 до 34-х у 2014 (за інформацією Держ. фіскал. служби). При цьому у 4-х суб’єктів господарювання обсяги виробництва становили від 1 до 5 млн дал (68,5 % заг. обсягу випуску горілки), у 12-ти – від 0,1 до 1 млн дал (29,0 %), ще у 12-ти – від 10 до 100 тис. дал (2,4 %), у решти 6-ти підприємств – до 10 тис. дал (0,1 %).
Пром. підприємства з виробництва лікеро-горілч. продукції зосереджені переважно у Вінн., Черкас., Кіровогр., Житомир., Київ. та Одес. областях.
Наукові питання лікеро-горілчаної промисловості в Україні розробляє Український НДІ спирту і біотехнології продовольчих продуктів (Київ). Фахівців галузі готують у Національному університеті харчових технологій (Київ), Одеській академії харчових технологій та Харківському університеті харчування і торгівлі.